# Pityeja
Pityeja là một chi bướm đêm thuộc họ Geometridae.